# Ethan Frome (film)
Pour le roman, voir Ethan Frome.
Pour plus de détails, voir Fiche technique et Distribution.
Ethan Frome est un film américano-britannique réalisé en 1993 par John Madden et sorti en 1993. Adapté du roman du même nom d'Edith Wharton paru en 1912, il met en scène Liam Neeson, Patricia Arquette, Joan Allen et Tate Donovan.

## Synopsis
Venu de Boston, le jeune révérend Smith arrive à Starkfield, une petite ville de campagne du Massachusetts. Il remarque un homme handicapé, Ethan Frome, vivant isolé de la communauté. Le révérend encourage ses paroissiens à être charitables. Une paroissienne lui relate alors quelle fut l'histoire d'Ethan Frome.
Ethan vivait avec sa vieille mère. Il embaucha une cousine éloignée, Zeena, pour aider aux tâches ménagères. À la mort de la mère, Ethan et Zeena se marièrent. Cinq ans plus tard, Zeena, devenue souffrante et acariâtre, fit venir sa cousine Mattie, elle-même de santé fragile. Un an plus tard, Mattie se transforma en une jolie et joyeuse jeune fille en pleine santé, admirée de tous les jeunes gens. Mais le cœur de Mattie nourrissait de tendres sentiments envers Ethan, qu'elle essayait de cacher tant bien que mal. Au cours d'un bal de campagne, Ethan se rendit compte qu'il était amoureux d'elle. Zeena devant s'absenter deux jours, Ethan et Mattie se retrouvèrent seuls dans la maison pour deux jours. Un drame allait bientôt se jouer.

## Fiche technique
Sauf indication contraire, les informations mentionnées dans cette section peuvent être confirmées par la base de données cinématographiques IMDb,  présente dans la section « Liens externes ».
- Titre original : Ethan Frome
- Réalisation : John Madden
- Scénario : Richard Nelson (en), d'après le roman Ethan Frome d'Edith Wharton
- Musique : Rachel Portman
- Direction artistique : David Crank
- Décors : Andrew Jackness
- Costumes : Carol Oditz
- Photographie : Bobby Bukowski
- Montage : Katherine Wenning
- Production : Stan Wlodkowski

Producteur associé : Jolly Dale
Producteurs délégués : Lindsay Law et Richard Price
- Sociétés de production : American Playhouse et BBC
- Société de distribution : Miramax (États-Unis)
- Budget : n/a
- Pays de production :  États-Unis,  Royaume-Uni
- Langue originale : anglais
- Format : couleur
- Genre : drame, romance
- Durée : 100 minutes
- Date de sortie[2] :
  - États-Unis : 12 mars 1993
- Classification[3] :
  - États-Unis : PG

## Distribution
- Liam Neeson : Ethan Frome
- Patricia Arquette : Mattie Silver
- Tate Donovan : le révérend Smith
- Stephen Mendillo : Ned Hale
- Phil Garran : M. Howe
- Virginia Smith : Mme Howe
- Annie Nessen : Sarah Anne Howe
- Katharine Houghton : Mme Hale
- George Woodard (en) : Troll Powell
- Jay Goede (en) : Denis Eady
- Joan Allen : Zenobia « Zeena » Frome

## Production
Le tournage a lieu dans le Vermont.